# نظام ملفات التخزين السحابي
نظام ملفات التخزين السحابي كان يعرف سابقا بنظام ملفات كزموس اف اس CloudStore (KFS) وكان تطبيق بلغة كوزميكس Kosmix سي ++ لنظام ملفات جوجل. وكان يطور بالتوازي مع مشروع هادوب Hadoop الذي كان مطور بلغة البرمجة جافا، نظام ملفات التخزين السحابي يدعم التوسع المتزايد، التكرار، الفحص لسلامة البيانات checksumming, تصحيح الخطا من الحاسب المستقبل المضيف الموصول بلغة سي ++ وجافا وبيثون client side fail-over , وخاضع لموديول فيوز FUSE module لكي يستطيع هذا النظام للملفات الارتباط بنظام التشغيل لينكس
في سبتمبر 2007 قامت كوزوميكس Kosmix بنشر نظام ملفات كوزموس اف اس Kosmosfs كمصدر مفتوح، وكان اخر مساعدة في تطويره سنة 2010 , كود جوجل لهذا المشروع على صفحة كوزمزس (نظام ملفات كوزموس) قامت بالتحول والإشارة لمشروع اخر يسمى نظام ملفات Quantcast على جيت هب GitHub ليصبح خليفة CloudStore (KFS), هذا المشروع السابق موجود على سورس فورج SourceForge باسم CloudStore منذ سنة 2008 .

## روابط خارجية
- نظام ملفات التخزين السحابي على موقع Open Hub (الإنجليزية)